# Arnold Güldenpfennig
Arnold Güldenpfennig (ur. 13 grudnia 1830 w Warburgu, Kreis Höxter; zm. 23 września 1908 w Paderborn) – niemiecki architekt, przedstawiciel historyzmu, projektant wielu katolickich budowli sakralnych.

## Życiorys
Arnold Güldenpfennig urodził się jako syn królewskiego poborcy podatkowego Georga Wilhelma Arnolda Güldenpfenniga i Marii Christine z domu Wattendorf. W 1836 cała rodzina przeprowadziła się do Ladbergen bei Münster.
Arnold Güldenpfennig uczęszczał do gimnazjum w Münster i w Minden. Po ukończeniu szkoły został najpierw czeladnikiem budowlanym w Minden a w 1854 podjął studia w Bauakademie w Berlinie. Latem 1858 uzyskał dyplom architekta krajowego w Königlich Technischen Bau-Deputation. Od 1856 był architektem katedralnym i diecezjalnym w Paderborn.
23 września 1858 ożenił się z Marią Gertrudi Volmer z Oelde, córką naczelnika sądu krajowego i miejskiego Land- und Stadtgerichtsdirektor; miał z nią 10 dzieci w latach 1862–1875).

## Wybrane dzieła

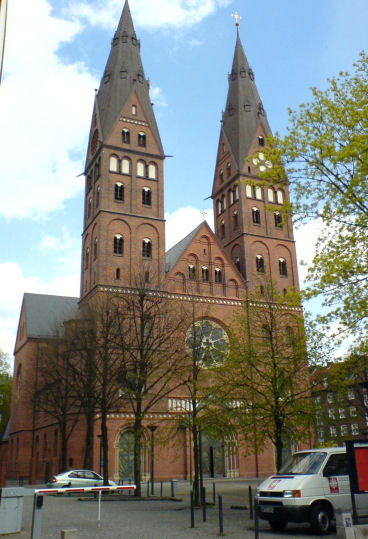
Nowa Katedra Mariacka w Hamburgu
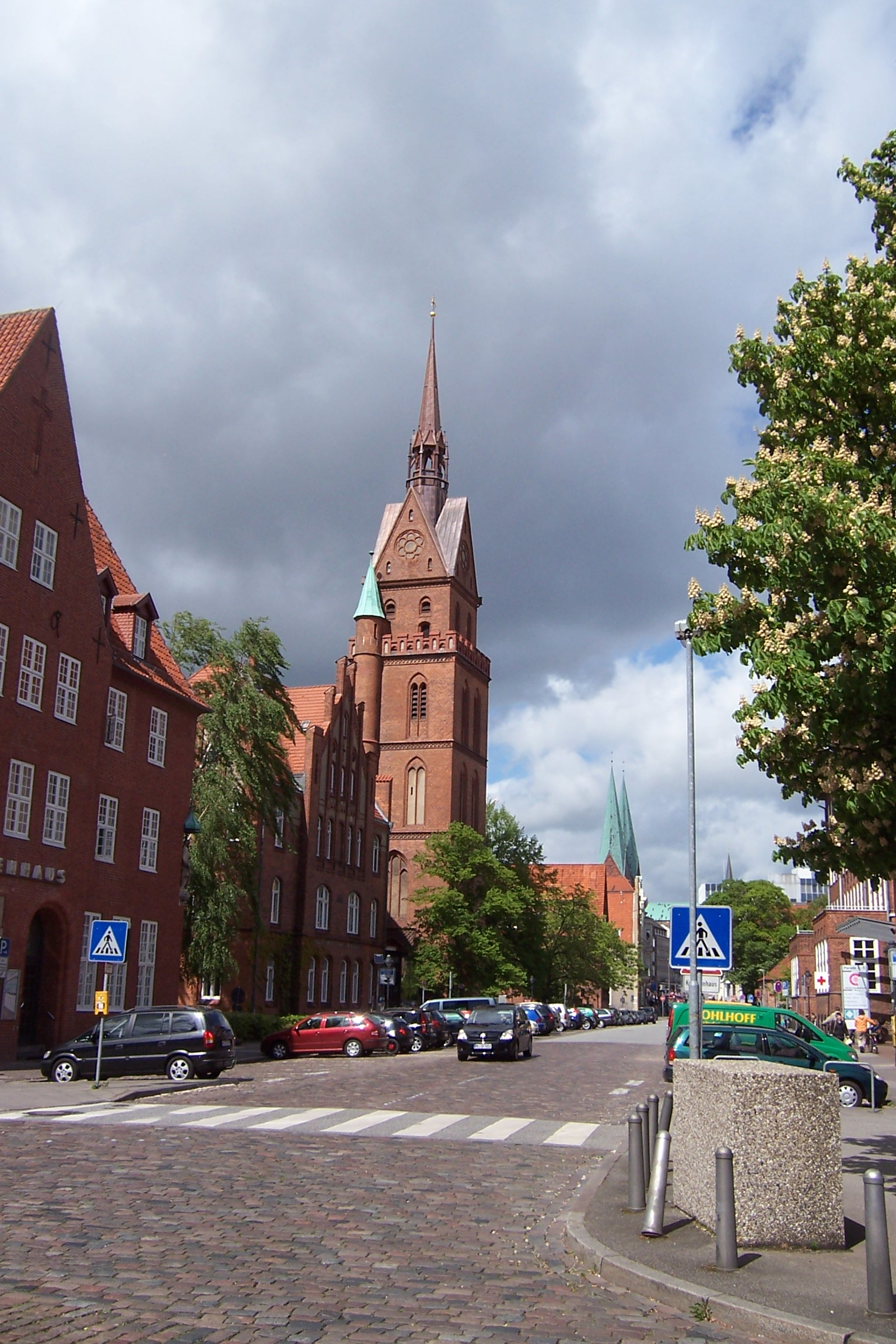
Kościół Parafialny Najświętszego Serca Pana Jezusa w Lubece
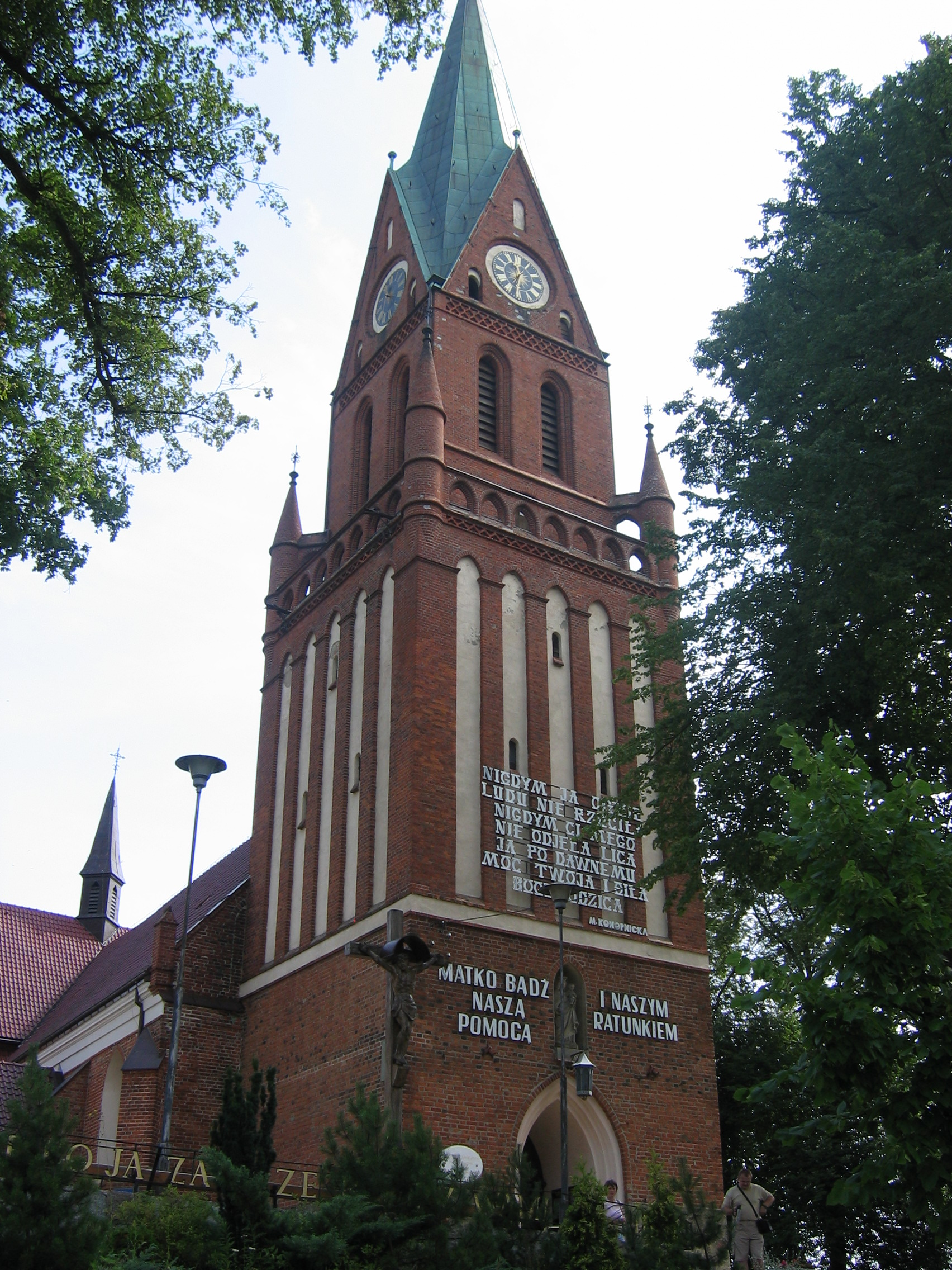
Sanktuarium Maryjne w Gietrzwałdzie
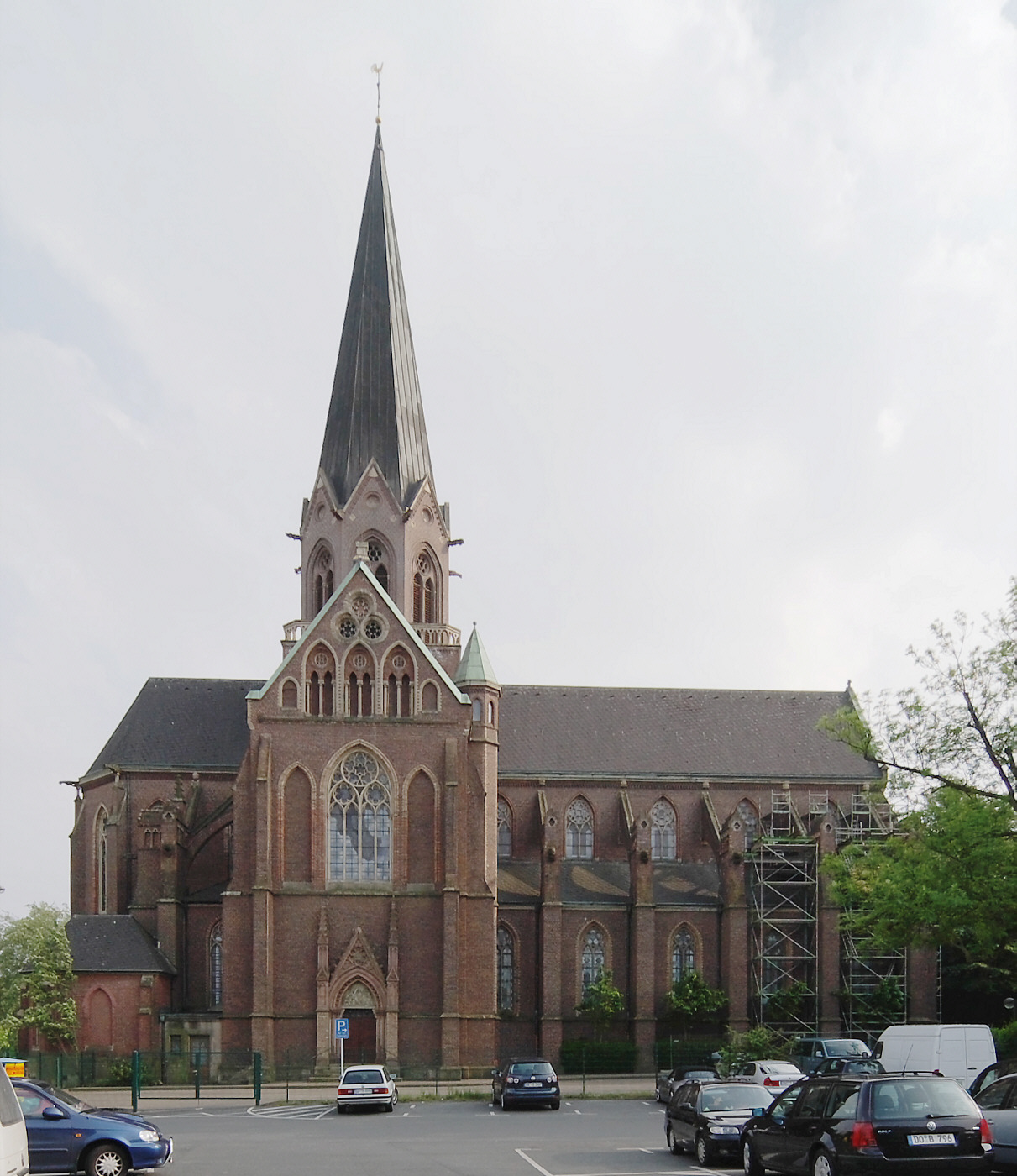
Kolegiata św. Klary w Dortmundzie